# Marco Antonio Regil
Marco Antonio Regil Sánchez (Tijuana, Baja California, 27 de diciembre de 1969) es un presentador de televisión mexicano.

## Biografía y carrera
Marco Antonio comenzó su carrera en el año 1990, trabajando como parte del equipo del Canal 12 de la televisión local de Tijuana / San Diego. Cursó un certificado en Psicología Espiritual en la Universidad Santa Mónica, y se certificó como Maestro de Yoga y Meditación con Sri Dharma Mittra en Nueva York.
En 2008, se convirtió en vegano. En 2010, participó en el doblaje de la cinta Megamente, prestando su voz para el personaje de Metro Man. Desde 2013, comenzó a realizar un pódcast de entrevistas, titulado El Podcast de Marco Antonio Regil.
En mayo de 2023, se declaró abiertamente sapiosexual, una orientación sexual que consiste en la atracción interpersonal hacia una persona que, sin importar su género o sexualidad, cuente con un vínculo o conexión intelectual favorable, declarando «que no le interesa el físico, sino que le aporten conversaciones inteligentes y sean personas que trabajen en sí mismas.»

## Filmografía

### Doblaje
- Megamente (2010) - MetroMan (doblaje)
- Río 2 (2014) - Puercoespín narrador deportivo (idioma original)

### Televisión
- Escape Perfecto VIP (2024)
- Escape Perfecto (2023)
- The Wall (2020)
- Un nuevo día (2018-2020)
- Recuerda y gana (2015-2016)
- 100 latinos dijeron (2013-2016)
- Minuto para ganar VIP  (México) (2013)
- Lo que más quieres (2013)
- Minuto para ganar (2012-2013)
- América celebra a Chespirito (2012)
- La expedición, más allá de lo imposible (2011)
- Atínale al precio (2010)
- Todo el mundo cree que sabe (2009-2011)
- Hazme reír y serás millonario (2010)
- Los 5 magníficos (2007)
- Bailando por la boda de mis sueños (México) (2007)
- ¿Qué dice la gente?  (2006-2008)
- Premios TVyNovelas 2005 (2005)
- Juan Pablo II el pescador: XXV años con México (2003)
- Gran musical (2003)
- Flor Tabasco (2003)
- ¿Que dice la gente? (2002-2005)
- 100 Mexicanos Dijeron (2001-2006)
- Teletón México (1997-presente)
- Atínale al precio (1997-2000)
- Top 34-C (Ritmoson) (1994-1995)

## Premios

### Premios Bravo
| Año  | Categoría       | Persona           | Resultado |
| ---- | --------------- | ----------------- | --------- |
| 1999 | Mejor Conductor | Atínale al precio | Ganador   |